# Moshe Rynecki
Moshe Rynecki (tiếng Ba Lan: Mojżesz Rynecki, tiếng Yid: משה רינצקי Mosheh Rynetski; sinh năm 1881 - mất năm 1943) là một họa sĩ người Ba Lan gốc Do Thái. Ông sinh ra trong một gia đình sùng đạo tại Międzyrzec Podlaski, Ba Lan. Cha mẹ ông có 18 người con. Ông là một trong năm người con còn sống của họ. Những người con khác mất lúc còn bé do mắc nhiều loại bệnh khác nhau.

## Cuộc đời
Moshe Rynecki bắt đầu vẽ tranh từ khi còn nhỏ. Theo lời kể của gia đình, ông thường dùng phấn hoặc đôi khi dùng sơn, nếu có, để vẽ lên sàn và tường nhà. Trong cuốn hồi ký của con trai ông, George, "Chưa lần nào ông bị đánh vì không vâng lời căn dặn của cha mẹ,"Con đừng vẽ." Ông từng giải thích với con trai mình về việc tại sao ông lại đam mê vẽ. Ông nói với cậu rằng, "Chúa đã cho cha tài năng này và cha không muốn phá vỡ thiên hướng tự nhiên đó. Chỉ đơn giản là cha phải làm điều đó. Nếu Ngài không muốn cha vẽ, cha hẳn sẽ không có sự thôi thúc to lớn đến vậy, mong muốn vẽ ra trên giấy hoặc trên vải mọi thứ cha nhìn thấy. Cha giống như một nhà văn vậy, nhưng thay vì dùng từ ngữ, cha gửi gắm thông điệp của mình qua hình ảnh. Cha không cảm thấy mình vi phạm lời răn dạy của ông bà về việc vẽ tranh"
Rynecki không được đào tạo chính quy về hội họa. Dù ông muốn vào thẳng trường mỹ thuật nhưng trước tiên ông phải hoàn thành chương trình giáo dục tại một chủng viện Do Thái. Ông đã làm được điều này, và sau đó tiếp tục theo học tại một trường trung học của Nga trong năm học 1906-1907 vì đây là điều kiện tiên quyết để được nhận vào Trường Mỹ thuật Warsaw.
Khi ông 17 tuổi, Rynecki gặp Perla Mittelsbach, con gái của một gia đình ở Warsaw. Họ kết hôn, và trong khi Moshe tiếp tục việc học tại Trường Mỹ thuật Warsaw, Perla trông nom việc gia đình và quản lý một cửa hàng nhỏ trên phố Krucz, chuyên bán vật liệu viết, sách và vật liệu vẽ cho các họa sĩ. Công việc này mang lại thu nhập cho gia đình. Lúc cửa hàng khai trương cũng gần lúc Perla sinh con gái đầu lòng. Khoảng một năm rưỡi sau, bà sinh tiếp người con thứ hai là  George.
Sau khi hoàn thành chương trình học chính thức, Rynecki tiếp tục vẽ tranh về chủ đề mà ông biết rõ nhất: cộng đồng nơi ông sống. Trong các bức tranh như "Những người chơi cờ" và "Người phụ nữ dệt vải," ông tả cảnh mọi người trong sinh hoạt hàng ngày, và trong các bức tranh như "Simhat Torah," "Phía trong giáo đường Do Thái," và "Trong phòng học," ông tả những địa điểm, sự kiện và các vấn đề trọng tâm của cộng đồng Do Thái. Mặc dù một số tác phẩm của Rynecki được triển lãm tại các phòng triển lãm ở địa phương được đánh giá tốt, con trai ông là George đã nói rằng "ông không bán được bất kỳ tác phẩm nào của mình."
Đầu Chiến tranh thế giới thứ hai, Rynecki bị cuốn vào Cuộc nổi dậy của người Do Thái ở Warsaw. Mặc dù trong giai đoạn này ông ít tiếp cận được với các vật liệu vẽ tranh nhưng ông vẫn tiếp tục vẽ. Chỉ có ba tác phẩm được ông vẽ trong khoảng thời gian này còn tồn tại sau thảm sát Holocaust, đó là các bức tranh "Trong nơi ẩn náu," "Lao động cưỡng bức" và "Những người tị nạn."
Đầu năm 1943, Moshe bị đưa đến trại tập trung Majdanek. Ông đã mất tại đây.